# Marco Fäh
Marco Fäh (* 1973; heimatberechtigt in Kaltbrunn) ist ein Schweizer Politiker (Grüne).

## Leben
Marco Fäh lebte bis 2020 in Kaltbrunn und ist als Leiter des Steueramtes der Gemeinde Kaltbrunn tätig. 2009 lancierte er die Kunststoff-Sammlung in Kaltbrunn und 2013 war er Initiant der Solargenossenschaft-Linth. Marco Fäh ist Vater von zwei Töchtern und lebt in Necker.

## Politik
Nach dem Rücktritt von Silvia Kündig rückte Marco Fäh 2019 für den Wahlkreis See-Gaster in den Kantonsrat des Kantons St. Gallen nach. Er ist seit 2019 Mitglied der Finanzkommission, seit 2021 Mitglied der Interessengruppe Sport und seit 2023 Mitglied der Interessengruppe Natur und Umwelt.
Marco Fäh war von 2008 bis 2018 Präsident der Grünen Linth. Er ist seit 2022 Vorstandsmitglied der Grünen Toggenburg und war 2022 Mitinitiant bei deren Neugründung. Er ist Vorstandsmitglied und Kassier der Solargenossenschaft-Linth.